# La Toile du Québec

La Toile du Québec est un répertoire de sites web canadien. Ce site était accessible via l'adresse www.toile.qc.ca, de 1995 à 2014. Il comportait plus de 45 000 sites Web québécois, ce qui en a fait la principale source de sites québécois en ligne.
La Toile du Québec offrait plus de 80 guides thématiques, un top des mots-clés les plus cherchés, des coups de cœur hebdomadaires et un palmarès annuel des 150 meilleurs sites.
Il était alors la propriété de Canoe.
La décision a été prise de fermer le site en novembre 2014.

## Historique
La Toile du Québec a été lancée en 1995 par Chrystian Guy et Yves Williams pour mettre en valeur les ressources web du Québec dans un répertoire organisé. Le modèle s'apparente à l'américain Yahoo!, en ligne depuis peu. En mai 1996, les deux fondateurs de La Toile quittent leur emploi au Devoir et s'associent aux hommes d'affaires Marc Copti et Normand Drolet pour créer la société Netgraphe.
En 1996, le moteur de recherche est mis en ligne, le look et le logo sont modifiés et les premiers indexeurs web sont embauchés. Plusieurs éléments s'ajoutent dont La piste francophone, un répertoire de liens sur la francophonie, et l'outil Un lien vers l'inconnu, qui permet d'effectuer une navigation au hasard.
En 1997, un changement graphique complet a lieu et La Toile du Québec se transforme en portail. Pendant cette même période, la société Netgraphe acquiert et crée divers produits et services. On parle entre autres de Comptoir, un répertoire de sites transactionnels, et de Mégagiciel, un répertoire de gratuiciels et de partagiciels. Les webzines Multimédium, spécialisé dans les technologies de l'information, et Économédia, spécialisé en informations économiques et financières, sont aussi lancés. Très vite, ces produits viennent se greffer au répertoire de La Toile pour en faire un site de plus en plus à l'image des portails américains.
1998 voit arriver La Toile + qui comprend les sections Emplois, Restaurants et Outils de recherche, ainsi que le lancement des chaînes thématiques dont les premières sont Arts et Spectacles, Consommation et Magasinage et Tourisme. En 1998, le nombre de visiteurs de La Toile augmente de 150 % mensuellement. C'est aussi en mars 1998 que La Toile franchira le cap marquant du million de visiteurs uniques par mois.
Le 30 septembre 1999, Netgraphe devient la première entreprise Internet au Canada à entrer à la Bourse de Montréal sous le signe WWW. À cette époque, la croissance de l'utilisation d'Internet au Québec est de 120 % à 150 % annuellement.
Le 16 novembre 1999, les guides font leur apparition pour remplacer les chaînes thématiques. Au début, il existe 22 guides portant sur cinq grands thèmes. C'est aussi en 1999 que Netgraphe fait l'acquisition d'InfiniT et de Jobboom et que Vidéotron Communications inc. et Groupe TVA deviennent actionnaires majoritaires de Netgraphe.
En 2000, Netgraphe est considéré comme la seconde entreprise en importance dans le domaine du web au Québec. Québécor et la Caisse de dépôt et placement du Québec font une offre pour acheter Netgraphe, qui passe sous la bannière de Quebecor Media. C'est aussi l'année où le partenariat avec Google est inauguré. Grâce à cette entente, les usagers de La Toile du Québec peuvent étendre leurs recherches à l'ensemble du web.
En mars 2001, on annonce le regroupement de Netgraphe et des actifs de Canoë, qui comprennent des produits tels que Autonet, RéseauContact et Classées Extra. La page d'accueil est entièrement refaite pour mettre au premier plan le répertoire de recherches et les guides. Un espace est aussi consacré aux actualités provenant des différents sites du réseau Canoë. Apparaissent aussi la section des Coups de cœur, les gadgets, les options de recherche, le répertoire des pages personnelles et le répertoire des travailleurs autonomes.
2002 voit apparaître le nouveau logo de La Toile qui remplace l'œil chercheur par un gouvernail. Un espace de rencontres est mis en place pour promouvoir les services de RéseauContact. Du côté de l'inscription, la formule de l'inscription expresse apparaît, permettant d'être ajouté en 7 jours ouvrables.
Le palmarès de 150 meilleurs sites est publié pour la première fois en 2003 et reviendra à chaque début d'année.
L'année 2004 semble à première vue bien tranquille, mais en coulisses toute une équipe s'affaire à préparer une refonte majeure qui sera mise en ligne en janvier 2005. En plus d'une modification complète du design, La Toile du Québec modifie son mode d'inscription et ses fonctionnalités de recherche. Des frais de traitement sont imposés, et des forfaits à visibilité accrue sont offerts, soit les forfaits VIP et les forfaits visibilité.
En 2005, La Toile du Québec reçoit en moyenne 1,8 million de visiteurs uniques par mois et compte environ 31,6 millions de pages vues, ce qui en fait l'un des sites québécois les plus fréquentés. Depuis le lancement du Top 15 des mots-clés les plus recherchés dans La Toile du Québec, les mots horoscope et sexe sont les plus populaires, se chevauchant à tour de rôle en première position.
En juillet 2007 a lieu une refonte complète de la page d'accueil et des pages de résultats de recherche.
En janvier 2008 est faite l'annonce d'un partenariat avec Yahoo! pour remplacer celui avec Google. La Toile entre dans une nouvelle ère.
Le jeudi 20 novembre 2014, on apprend la fermeture de la Toile du Québec, à quelques mois de son vingtième anniversaire.